# Cephalops inflatus
Cephalops inflatus är en tvåvingeart som beskrevs av De Meyer 1992. Cephalops inflatus ingår i släktet Cephalops och familjen ögonflugor.
Artens utbredningsområde är Kamerun. Inga underarter finns listade i Catalogue of Life.